# José Martínez Tenaquero
José Martínez Tenaquero (Madrid, 1802 - 1879) fue un militar y jefe carlista español.

## Biografía
A los 14 años de edad ingresó en el Arma de Caballería con el empleo de Alférez; ascendió a Teniente en 1825; ingresó dos años más tarde en la Guardia Real, y era ya Capitán de Lanceros de la misma cuando en 1833 emigró a Portugal y ofreció sus servicios a Don Carlos. En 1834 fue nombrado Coronel del Regimiento de Lanceros de Álava, al frente de cuyo Cuerpo ganó el entorchado de Brigadier en la batalla de Huesca y se distinguió en las de Barbastro, Gra, Chiva y Villar de los Navarros, así como en las acciones de Santorcaz, Pozo, Aranzueque, Retuerta y Huerta del Rey, obteniendo la Cruz de la Orden de San Fernando.
Habiéndose adherido el brigadier Martínez Tenaquero al Convenio de Vergara, fue nombrado en 1843 comandante general de Lugo, desempeñó después la Comandancia General de la Coruña y en 1846 pasó a Málaga con los cargos de gobernador militar y jefe político, exterminando con tal motivo las gavillas de malhechores del Zamarra, los Carpantas, los Bautistas, el Chato de Benamejí y otros famosos ladrones, cuyo servicio vio recompensado con la faja de Mariscal de Campo, y con un magnífico bastón de mando con que le obsequió la provincia de Málaga agradecida.
En 1854 fue destinado el general Martínez Tenaquero a Cádiz, con los dos cargos de comandante general y gobernador civil de dicha provincia; confiriéronsele después, sucesivamente, la Comandancia General del Campo de Gibraltar y las Capitanías generales de Burgos y Canarias, y fue agraciado con las grandes cruces de las órdenes de Isabel la Católica y de Carlos III.

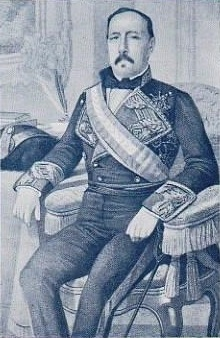
José Martínez Tenaquero

Cuando fue destronada Isabel II, el General Martínez Tenaquero ofreció su espada a Don Carlos, quien le nombró Ministro de su Consejo y Capitán General de Valladolid, para promover, en unión del Conde de la Patilla, el alzamiento de los carlistas castellanos. 
También ejerció el cargo de Presidente de la Junta Central de organización militar carlista, teniendo a sus órdenes a los Comandantes generales de todas las provincias; asistió a la célebre Junta de Vevey; presidió después el Centro General carlista de la Frontera, y cuando se creyó que numerosas tropas liberales proclamarían a Don Carlos, este pensó en tomar desde el primer momento el mando personal de las tropas, eligió para Jefe de Estado Mayor General suyo al General Martínez Tenaquero, quien trabajó activamente en los años de organización, propaganda y conspiraciones que precedieron a la última campaña. Pero las tropas no se sublevaron; la guerra hubo de empezarse por partidas, y como ya era septuagenario el General Martínez Tenaquero, tuvo que mantenerse en la emigración y hasta hubo de retirarse de la vida militar y de la política, obligado a ello por achaques propios de su edad.
Concluida la última guerra carlista, volvió el General Martínez Tenaquero a España y pasó los últimos años de su vida repartidos entre Madrid y Valladolid, falleciendo en 1879.